# Третьяков, Георгий Михайлович
Гео́ргий Миха́йлович Третьяко́в (род. 1 декабря 1945, Днепропетровск, УССР) — советский актёр театра и кино.

## Биография
Третьяков Георгий Михайлович родился 1 декабря 1945 года в Днепропетровске. Мать — Третьякова Елизавета Алексеевна растила сына самостоятельно, была общительным и активным человеком, испытала много трудностей в процессе воспитания сына и предоставления образования. Отец — Кручинин Михаил работал в министерстве вооруженных сил, умер в 1947 году, похоронен в Москве.
Получил среднее образование в школе № 100 города Днепропетровска и был зачислен в сварочный техникум. Увлекался парашютным спортом, получил 2 разряд, одновременно занимался в театральном коллективе во Дворце студентов, который располагался в здании Потёмкина в парке им. Т. Г. Шевченко. Для поступления в театральный вуз необходимо было иметь аттестат о полном среднем образовании и, 5 декабря 1962 года, после объяснения причины, был принят в 10 класс вечерней школы молодёжи.
Получив аттестат в 1963 году был зачислен в Киевский театральный институт им. Карпенко-Карого на актёрский факультет (русская группа) к педагогам Н. А. Соколову и Н. Н. Рушковскому. В связи с необходимостью владеть русским языком в совершенстве, добился перевода в Московский ГИТИС им. А. В. Луначарского в 1965 году с курса на курс к педагогам: И. М. Раевский (руководитель курса), Н. В. Чефранова (декан актёрского факультета), В. П. Остальский (руководитель и основной мастер группы), народная артистка РСФСР Е. Н. Козырева (педагог группы).
Георгий Третьяков окончил актёрский факультет ГИТИС им. А. В. Луначарского в 1967 году.
Работал в театрах ряда городов СССР, где сыграл свыше 40 ролей: в Нижегородском театре драмы имени М. Горького, Камчатском театре драмы, Норильском театре драмы имени Вл. Маяковского.
Закончил Высшие театральные курсы при Министерстве культуры РСФСР в 1978 году.
С 1978 года по 1990 год работал директором филармонии в Норильске.

## Фильмография
- 1966 — Дачники — Зимин
- 1970 — Трое
- 1976 — Пока стоят горы — Быков
- 1978 — Молодость с нами